# Семенівка (Берестовицький район)
Семенівка (біл. Сямёнаўка) — село в складі Берестовицького району Гродненської області, Білорусь. Село підпорядковане Макарівецькій сільській раді, розташоване у західній частині області.